# Ривелиньо
Роберто Ривелиньо (браз. произношение: [ʁoˈbɛʁtu ʁiveˈlĩnu] или просто Ривелиньо е бивш бразилски футболист, играл като полузащитник. Има 92 мача и 26 гола за бразилския национален отбор за който дебютира на 9 юни 1968 г. срещу Уругвай за 2 – 0 в Рио де Жанейро. Участва на три световни първенства по футбол. Световен шампион от Мондиал 70, избран е и в „Идеалния отбор“ на шампионата. На Мондиал 74 печели четвърто място. Последната му изява за „селесао“ е на 24 юни 1978 г. в мач за третото място на Мондиал 78 срещу Италия завършил 2 – 1 в Буенос Айрес.
През 2004 г. е посочен от Пеле като един от 125-те най-велики живи футболисти в света.
От 2002 г. работи като спортен коментатор за бразилските телевизии „SporTV“ и „TV Cultura“.

## Любопитно
През 1974 г. в шампионатен мач между Коринтианс и Америка Ривелиньо отбелязва гол още в 4-тата секунда на мача, който по това време се счита за най-бързо отбелязаният гол в историята на световния футбол. Бразилецът бележи веднага след първия съдийски сигнал и директно от центъра. Рекордът му е подобрен 20 години по-късно на 6 декември 1995 г. от австралиецът Деймиън Мори, който става автор на първия признат от Гинес най-бърз гол в света. Австралиецът се разписва в 3,69-а секунда за Аделайде Сити при 2 – 2 със Сидни Юнайтед.